# Henk Rijpkema
Hendrik Philippus Rijpkema (Henk) (Sneek, 19 juli 1922 – Edmonton, Canada, 18 november 2017) was een Nederlands verzetsstrijder tijdens de Tweede Wereldoorlog.

## Biografie

### Jeugd, opleiding en werk
Hendrik Philippus Rijpkema wordt op 19 juli 1922 te Sneek geboren. Zijn roepnaam is Henk. Henk Rijpkema komt uit een familie van smeden. Zijn grootvader Douwe is eind negentiende eeuw aan de Lemmerweg 7, tegenover de Waterpoort van Sneek, een smederij begonnen. In 1926 neemt Geert (1887-1978), de vader van Henk, deze smederij over en in 1939 Henks oudste broer Douwe. Zijn vader Geert Rijpkema trouwt in 1917 met Sybrigje Schaaf (1888-1978). Ze krijgen drie zoons en een dochter: Douwe, Herman, Hendrik Philippus en Minke. In 1933 haalt Henk zijn diploma machineschrijven. Hij volgt de mulo en een opleiding tot boekhouder.
Na de oorlog emigreert hij met zijn gezin naar Edmonton in Canada en begint er een eigen zaak. Hij overlijdt op 18 november 2017 als allerlaatste van de mannen die aan de overval op het Leeuwarder Huis van Bewaring meededen.

### 1940-1945
Halverwege 1943 gaat Henk Rijpkema deel uit maken van de groep Lever, een van de eerste KP's in Nederland. Samen met mensen als Jan Lever, Willem Stegenga en Hans Deinum.
Henk raakt ook betrokken bij het onderbrengen van Joodse onderduikers. Eind november 1943 weet Henk samen met onder meer Willem Stegenga een Jodin uit het politiebureau van Sneek te bevrijden. Ze is bij toeval gearresteerd en opgesloten in het verhoorkamertje. Via een luik in het plafond wordt ze er uit gehaald.
In mei 1944 verhuist Henk Rijpkema samen met Hans Deinum en Willem Stegenga naar Leeuwarden om er een nieuwe KP te vormen. Deze KP Leeuwarden moet verkassen na de overval van de SD - halverwege juli 1944 - op hun opslagplaats. Rijpkema duikt dan onder in de omgeving van Drachten. Op 21 november 1944 overvallen de Duitsers de boerderij van Reinder de Vries in Opeinde waar Henk Rijpkema ondergedoken zit. Aan weerskanten vallen er doden. Henk gaat daarna terug naar Leeuwarden. Daar krijgt hij op 6 december de oproep van Piet Oberman om zich over twee dagen te melden voor een grote kraak, de overval op het Leeuwarder Huis van Bewaring (de Blokhuispoort), op 8 december 1944. Henk is de jongste deelnemer aan deze overval, nog maar net 22 jaar oud.

### Acties in de Tweede Wereldoorlog
Maar weinig andere Friese KP'ers zijn betrokken geweest bij zoveel verschillende acties als Henk Rijpkema. Een kleine opsomming:
- Maken en verspreiden van het Het illegale blad B.B.C.-nieuws.
- Overval op het Rijksbureau voor voedselvoorziening in Goënga.
- De jacht op Pier Nobach.
- Poging om distributiebescheiden in Bolsward buit te maken.
- De overval op het distributiekantoor van Workum.
- Tweede overval op het distributiekantoor van Bergum.
- Vervoeren Amerikaanse piloten van Eernewoude naar Workum.
- Blokkade in het Kolonelsdiep bij Kootstertille.
- Duitse overval op de boerderij van Reinder de Vries.
- Kraak Huis van Huis van Bewaring Leeuwarden.